# Olio di semi di tabacco

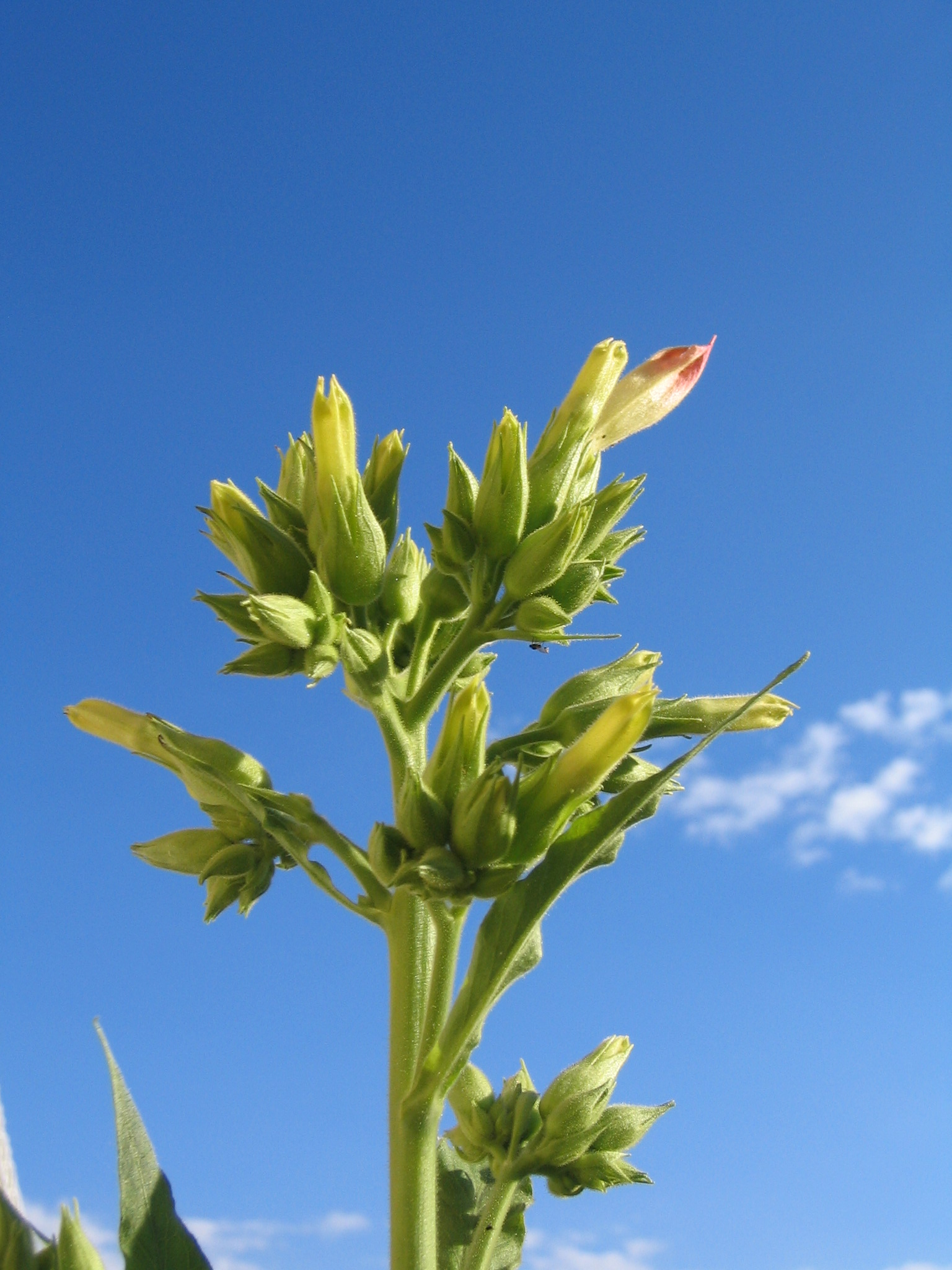
Inflorescenze della Nicotiana tabacum da cui si ricavano i semi

L'olio di semi di tabacco è un olio vegetale, composto prevalentemente da gliceridi, estratto dai semi della Nicotiana tabacum pianta coltivata del genere Nicotiana.
La Nicotiana tabacum è la specie, si presume risultato di ibridizzazione di 2 o 3 specie selvatiche, più utilizzata, in molteplici varietà, per la produzione di tabacco da fumo e viene chiamata anche in inglese "cultivated tobacco". Per rispondere alle esigenze dell'industria del fumo sono state sviluppate con selezione, ibridazione, mutagenesi, ingegneria genetica, centinaia di varietà cultivated e sottotipi di tabacco. Altre specie del genere Nicotiana (es. Nicotiana rustica) ed alcune varietà della specie Nicotiana tabaccum possono venir coltivate per produzioni di tabacco idoneo a utilizzi specifici diversi dal fumo. L'olio di semi di tabacco non contiene nicotina e non è mai stato di qualche interesse per l'industria del tabacco da fumo. Con il calo del mercato e della produzione di tabacco da fumo è stato studiato l'olio di tabacco come fonte biologica e rinnovabile di materie prime per la produzione di carburanti.
Come fonte di energia rinnovabile, non essendo normalmente destinato al mercato alimentare, l'utilizzo per produrre energia dell'olio di tabacco non subisce la concorrenza dell'utilizzo alimentare, inoltre nelle produzioni di tabacco da fumo i semi per produrre l'olio sono sottoprodotti di scarto.
Il seme è di piccolissime dimensioni, un seme può pesare circa 0,0001 g e contiene dal 35 al 40% di olio, una concentrazione superiore a quella dei semi di girasole (30%) o di soia (17%). La resa di semi per ettaro coltivato a tabacco varia a seconda della specie o della varietà e del numero di raccolti per campo da 800 a 1100 kg/ha. Lo sviluppo di varietà di tabacco specificatamente destinate alla produzione di biomasse, semi e mangimi, con concentrazioni irrilevanti di nicotina ha portato ad una resa di semi stimata da 1500 a 2000 kg/ha, comparabile con quella dei semi di girasole.

## Raccolta e produzione

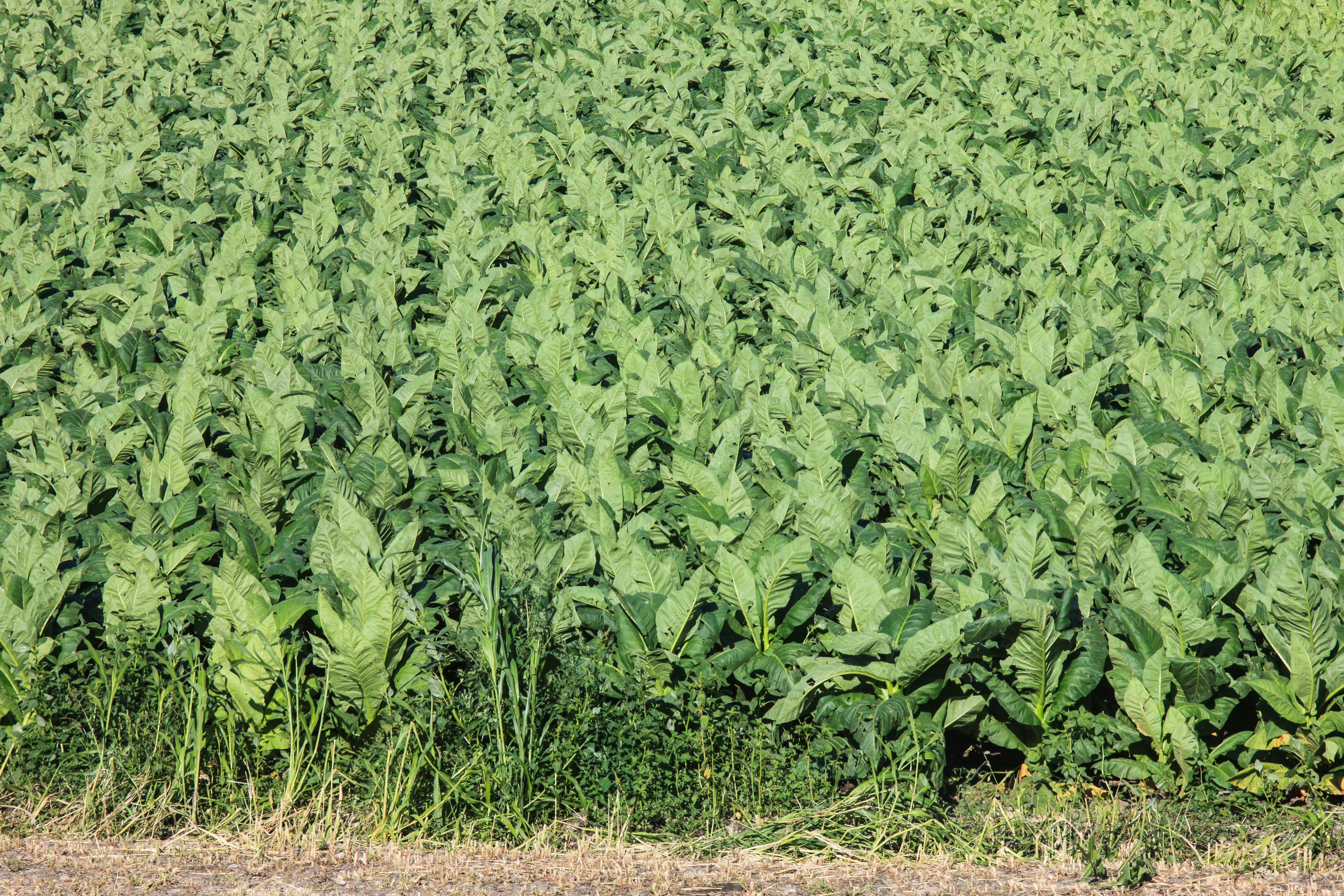
Piantagione di Nicotiana tabacum

La coltura del cultivated tobacco si è specializzata coltivando varietà selezionate o modificate per la maggior dimensione delle foglie, per il contenuto di nicotina , per le componenti aromatiche e per la resistenza ai parassiti.La raccolta dei semi per la produzione dell'olio di tabacco da coltivazioni di tabacco da fumo ad alto valore aggiunto è sempre stata una attività minore. In India una produzione di olio di semi di tabacco ricavata dalle coltivazioni di tabacco da fumo ha raggiunto le 1330-1500 tonnellate l'anno, destinate alla produzione di vernici (dati del 1964).  Nuove varietà con foglie più piccole, pochissima nicotina e con una maggior produzione di fiori e semi sono state coltivate e denominate in inglese "energy tobacco". L'estrazione dell'olio viene effettuata normalmente spremendo meccanicamente i semi con solvente organico. Può essere utilizzata anche l'estrazione con CO2 supercritica e l'estrazione assistita da ultrasuoni. Il profilo degli acidi grassi dell'olio ottenuto può cambiare leggermente cambiando procedure e parametri di estrazione.

## Caratteristiche chimico fisiche
Le caratteristiche chimico fisiche degli oli vegetali possono variare in funzione del processo di estrazione e raffinazione. A temperatura ambiente l'olio di tabacco è liquido e si presenta come una sostanza oleosa di colore giallo-ambra più o meno tenue. Essendo una produzione minore non destinata ad un utilizzo alimentare non esistono veri e propri standard e ci sono pochi studi che lo caratterizzano.
| Caratteristiche chimico fisiche dell'olio di tabacco non raffinato | Caratteristiche chimico fisiche dell'olio di tabacco non raffinato |
| ------------------------------------------------------------------ | ------------------------------------------------------------------ |
| Densità relativa (g/mL)                                            | 0,917-0,929                                                        |
| indice di rifrazione a 20 °C                                       | 1,474-1,483                                                        |
| numero di saponificazione (mg KOH/g olio)                          | 186 – 197                                                          |
| numero di iodio                                                    | 130 - 145                                                          |

## Composizione
In tutti gli oli vegetali la composizione può variare in funzione della varietà, della cultivar, delle condizioni ambientali, della raccolta e della lavorazione. 
Il profilo lipidico dei semi delle oltre 100varietà coltivate per la produzione di tabacco da fumo è relativamente omogeneo e soltanto alcuni studi hanno rilevato alcune varietà che presentano concentrazioni inusuali di acido palmitoleico ( ≈10%), laurico ( ≈10%) e oleico ( ≈40%). Dalle varietà energy, sviluppate appositamente per la produzione di combustibili o carburanti, possono essere estratti oli di semi con un profilo lipidico più adatto al carburante che si vuole produrre intervenendo soprattutto sullo sviluppo di varietà con uno specifico rapporto acido linoleico/acido oleico e/o con una più alta concentrazione di acidi grassi a catena più corta (C8-C14) .
L'olio di tabacco è composto prevalentemente da trigliceridi con la seguente distribuzione di acidi grassi
| Composizione tipica dell'olio di semi di tabacco                                                 | Composizione tipica dell'olio di semi di tabacco | Composizione tipica dell'olio di semi di tabacco | Composizione tipica dell'olio di semi di tabacco |
| ------------------------------------------------------------------------------------------------ | ------------------------------------------------ | ------------------------------------------------ | ------------------------------------------------ |
|                                                                                                  |                                                  | varietà "cultivated"                             | varietà "energy"                                 |
| acido grasso                                                                                     | Notazione Delta                                  | Concentrazione tipica- (%)                       | Concentrazione-min-max (%)                       |
| acido caprilico                                                                                  | 8:0                                              | ND-0,08                                          | ND                                               |
| acido miristico                                                                                  | 14:0                                             | 0,09-0,12                                        | ND                                               |
| acido palmitico                                                                                  | 16:0                                             | 10,96-8,16                                       | 4,54-9,31                                        |
| acido palmitoleico                                                                               | 16:1Δ9c                                          | 0,2-0,1                                          | ND                                               |
| acido margarico                                                                                  | 17:0                                             | 0,1-ND                                           | ND                                               |
| acido eptadecenoico                                                                              | 16:1Δ10c                                         | 0,05-ND                                          | ND                                               |
| acido stearico                                                                                   | 18:0                                             | 3,34-3,56                                        | 2,72-3,46                                        |
| acido oleico                                                                                     | 18:1Δ9c                                          | 14,54-12,14                                      | 10,98-47,46                                      |
| acido linoleico                                                                                  | 18:2Δ9c,12c                                      | 69,49-72,98                                      | 50,71-74,94                                      |
| acido α-linolenico                                                                               | 18:3Δ9c,12c,15c                                  | 0,69-0,76                                        | 0,81-0,87                                        |
| acido arachico                                                                                   | 20:0                                             | 0,25-0,2                                         | 0,11-0,21                                        |
| acido gadoleico                                                                                  | 20:1Δ11c                                         | 0,13-0,12                                        | 0,06-0,15                                        |
| acido beenico                                                                                    | 22:0                                             | 0,12-0,07                                        | ND                                               |
| acido lignocerico                                                                                | 24:0                                             | 0,04-ND                                          | ND                                               |
| Legenda: ND, Non Determinato o ≤0,05% (%), concentrazione percentuale del totale di acidi grassi |                                                  |                                                  |                                                  |

L'alta concentrazione di acidi grassi insaturi lo rende un olio semi-siccativo, suscettibile all'auto-ossidazione, che può essere ritardata dai tocoli naturalmente presenti o da antiossidanti addizionati.

## Utilizzo
Nonostante alcune ricerche condotte su modelli animali concludano che l'olio di tabacco raffinato potrebbe essere edibile attualmente l'olio di tabacco viene prodotto solo per utilizzo industriale per la produzione di vernici o carburanti. L'olio di tabacco attraverso processi di transesterificazione può diventare sia biodiesel sia kerosene per aerei.